# برگول ۸۶۹۵
سیارک ۸۶۹۵ (به انگلیسی: 8695 Bergvall، نامگذاری:1993FW8) هشت هزار و ششصد و نود و پنجمین سیارک کشف شده‌است که در ۱۷ مارس ۱۹۹۳ کشف شد.
قدر مطلق سیارک برابر ۱۹.۵ است.